# Montauriol (Aude)
Pour les articles homonymes, voir Montauriol.
Montauriol  est une commune française, située dans le nord-ouest du département de l'Aude en région Occitanie.
Sur le plan historique et culturel, la commune fait partie du Lauragais, l'ancien « Pays de Cocagne », lié à la fois à la culture du pastel et à l’abondance des productions, et de « grenier à blé du Languedoc ». Exposée à un climat océanique altéré, elle est drainée par l'Hers-Mort, le Jammas, le ruisseau de brance et par divers autres petits cours d'eau. La commune possède un patrimoine naturel remarquable : un site Natura 2000 (le « piège et collines du Lauragais ») et une zone naturelle d'intérêt écologique, faunistique et floristique.
Montauriol est une commune rurale qui compte 84 habitants en 2022, après avoir connu un pic de population de 292 habitants en 1846. Elle fait partie de l'aire d'attraction de Castelnaudary. Ses habitants sont appelés les Montauriolais ou  Montauriolaises.
Le patrimoine architectural de la commune comprend deux  immeubles protégés au titre des monuments historiques : la croix, inscrite en 1948, et le Moulin à vent, inscrit en 1984.

## Géographie
Commune située dans le Lauragais.

### Communes limitrophes
Montauriol est limitrophe de six autres communes.
Les communes limitrophes sont  Cumiès, Mas-Saintes-Puelles, Payra-sur-l'Hers, Peyrefitte-sur-l'Hers, Sainte-Camelle et Salles-sur-l'Hers.
| Salles-sur-l'Hers | Cumiès                | Mas-Saintes-Puelles |
| Sainte-Camelle    | Montauriol            | Payra-sur-l'Hers    |
|                   | Peyrefitte-sur-l'Hers |                     |

### Géologie et relief
La superficie de la commune est de 847 hectares ; son altitude varie de 225  à   313 mètres.
Montauriol s'élève sur une colline boisée du massif de la Piège, dominant : à l'ouest, la grande route de Castelnaudary à Salles-sur-l'Hers, et, au sud, une petite vallée ombragée de peupliers, de pins et d'ormeaux.

### Hydrographie
La commune est dans le bassin de la Garonne, au sein du bassin hydrographique Adour-Garonne. Elle est drainée par l'Hers Mort, le Jammas, le ruisseau de brance, le ruisseau de Fontfroide, le ruisseau de l'Alba, le ruisseau de Nadiou et par deux petits cours d'eau, qui constituent un réseau hydrographique de 10 km de longueur totale,.
L'Hers-Mort, d'une longueur totale de 89,3 km, prend sa source dans la commune de Laurac et s'écoule du sud-est vers le nord-ouest. Il traverse la commune et se jette dans la Garonne à Grenade, après avoir traversé 40 communes.
Le Jammas, d'une longueur totale de 11,8 km, prend sa source dans la commune de Saint-Amans et s'écoule du sud-est vers le nord-ouest. Il traverse la commune et se jette dans l'Hers-Mort à Salles-sur-l'Hers, après avoir traversé 7 communes.

### Climat
Pour des articles plus généraux, voir Climat de l'Occitanie et Climat de l'Aude.
En 2010, le climat de la commune est de type climat du Bassin du Sud-Ouest, selon une étude s'appuyant sur une série de données couvrant la période 1971-2000. En 2020, Météo-France publie une typologie des climats de la France métropolitaine dans laquelle la commune est exposée à un climat océanique altéré et est dans la région climatique Aquitaine, Gascogne, caractérisée par une pluviométrie abondante au printemps, modérée en automne, un faible ensoleillement au printemps, un été chaud (19,5 °C), des vents faibles, des brouillards fréquents en automne et en hiver et des orages fréquents en été (15 à 20 jours).
Pour la période 1971-2000, la température annuelle moyenne est de 12,8 °C, avec une amplitude thermique annuelle de 15,6 °C. Le cumul annuel moyen de précipitations est de 867 mm, avec 10 jours de précipitations en janvier et 5,5 jours en juillet. Pour la période 1991-2020, la température moyenne annuelle observée sur la station météorologique la plus proche, située sur la commune de Montferrand à 10 km à vol d'oiseau, est de 13,7 °C et le cumul annuel moyen de précipitations est de 758,8 mm,. Pour l'avenir, les paramètres climatiques de la commune estimés pour 2050 selon différents scénarios d'émission de gaz à effet de serre sont consultables sur un site dédié publié par Météo-France en novembre 2022.

### Milieux naturels et biodiversité

#### Réseau Natura 2000

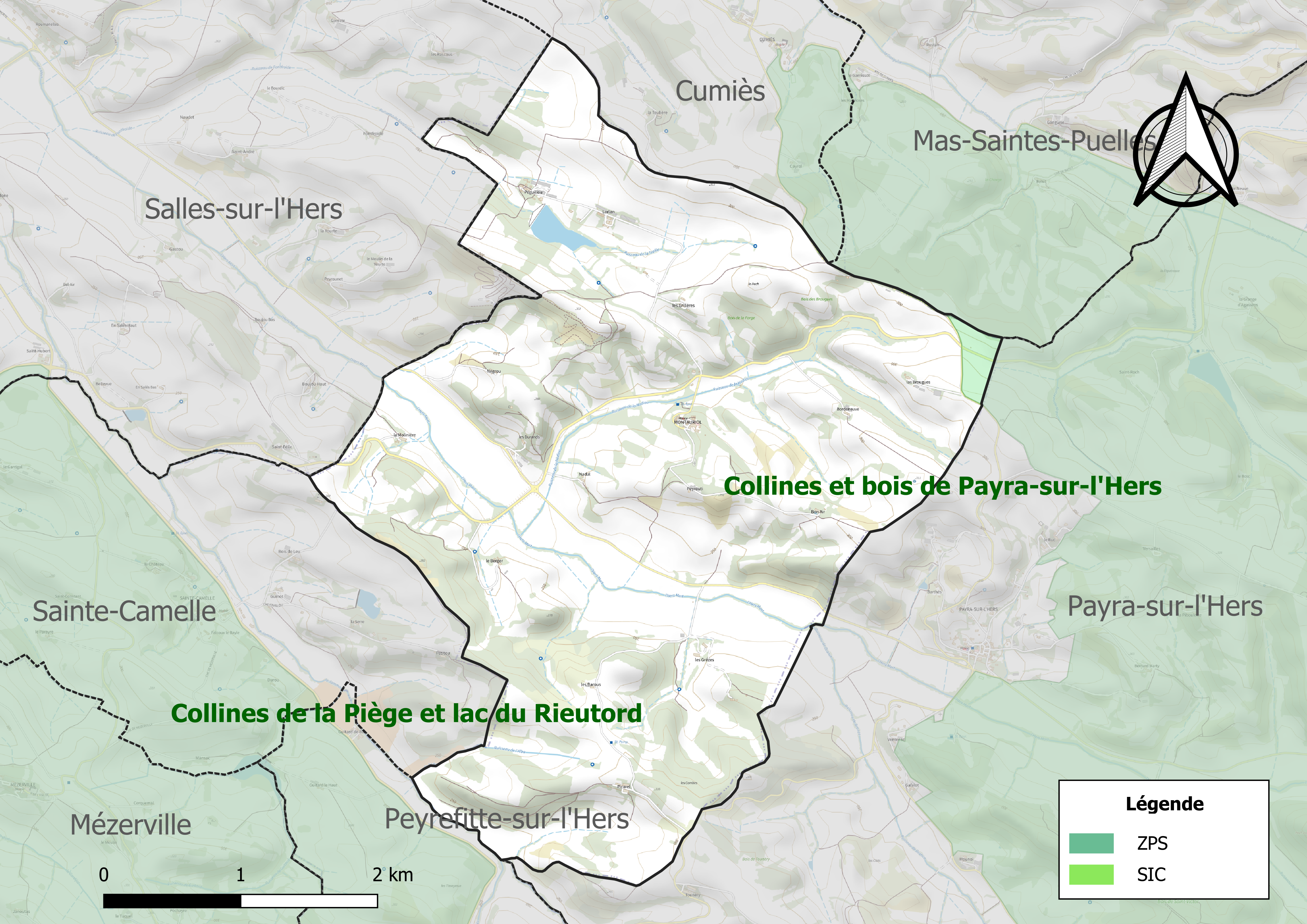
Sites Natura 2000 sur le territoire communal.

Le réseau Natura 2000 est un réseau écologique européen de sites naturels d'intérêt écologique élaboré à partir des directives habitats et oiseaux, constitué de zones spéciales de conservation (ZSC) et de zones de protection spéciale (ZPS).
Un site Natura 2000 a été défini sur la commune au titre  de la directive oiseaux : le « piège et collines du Lauragais », d'une superficie de 31 216 ha, ayant une position de transition entre la Montagne Noire et les premiers contreforts pyrénéens. On y voit donc régulièrement des espèces à grand domaine vital soit en chasse, soit à la recherche soit de sites de nidification : le Vautour fauve, l'Aigle royal, le Faucon pèlerin sont ainsi plus ou moins régulièrement observés sur le territoire concerné.

#### Zones naturelles d'intérêt écologique, faunistique et floristique

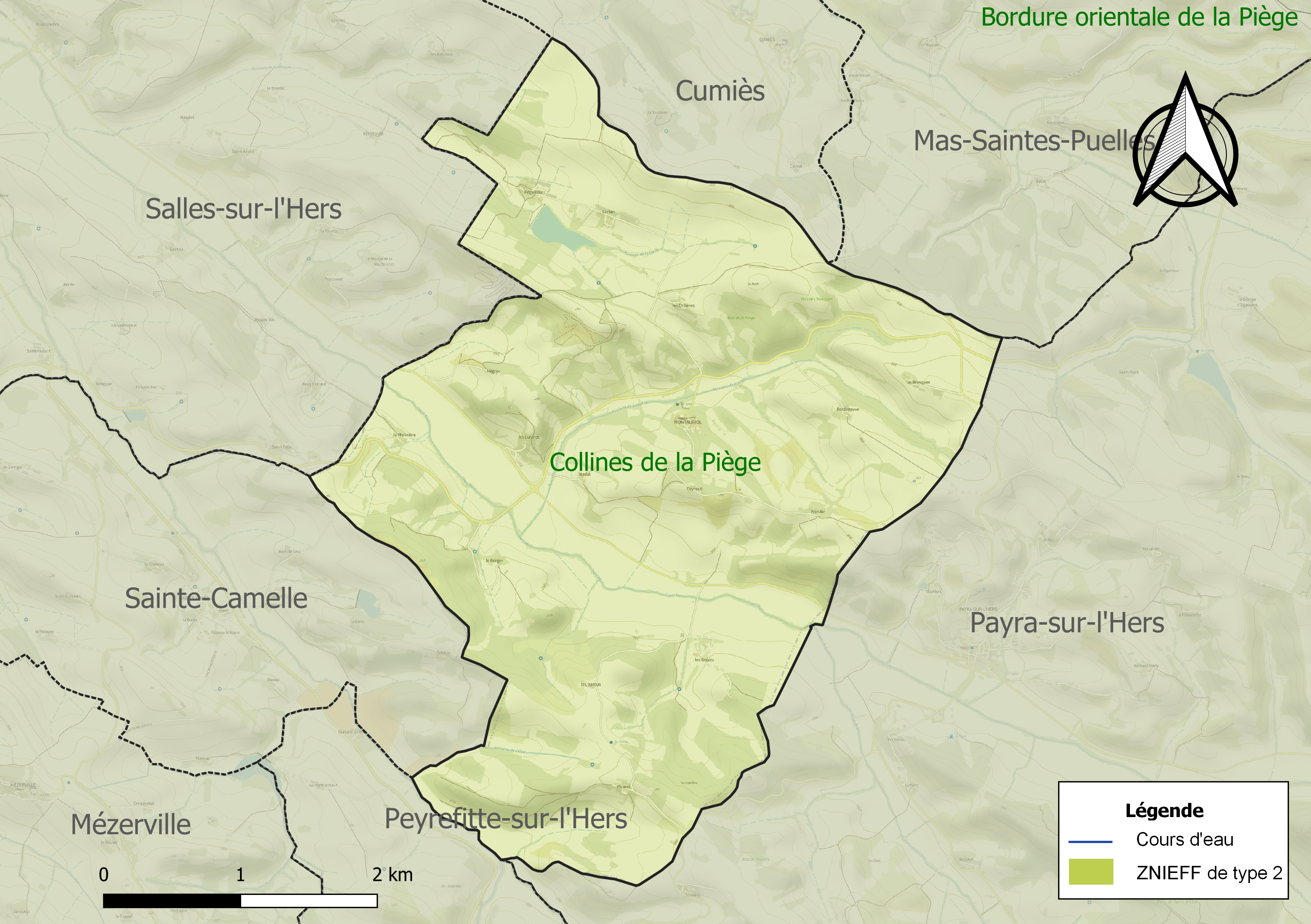
Carte de la ZNIEFF de type 2 localisée sur la commune.

L’inventaire des zones naturelles d'intérêt écologique, faunistique et floristique (ZNIEFF) a pour objectif de réaliser une couverture des zones les plus intéressantes sur le plan écologique, essentiellement dans la perspective d’améliorer la connaissance du patrimoine naturel national et de fournir aux différents décideurs un outil d’aide à la prise en compte de l’environnement dans l’aménagement du territoire.
Une ZNIEFF de type 2 est recensée sur la commune :
les « collines de la Piège » (27 918 ha), couvrant 40 communes dont 38 dans l'Aude et 2 dans la Haute-Garonne.

## Urbanisme

### Typologie
Au 1er janvier 2024, Montauriol est catégorisée commune rurale à habitat très dispersé, selon la nouvelle grille communale de densité à 7 niveaux définie par l'Insee en 2022.
Elle est située hors unité urbaine. Par ailleurs la commune fait partie de l'aire d'attraction de Castelnaudary, dont elle est une commune de la couronne,. Cette aire, qui regroupe 34 communes, est catégorisée dans les aires de moins de 50 000 habitants,.

### Occupation des sols
L'occupation des sols de la commune, telle qu'elle ressort de la base de données européenne d’occupation biophysique des sols Corine Land Cover (CLC), est marquée par l'importance des territoires agricoles (89,6 % en 2018), une proportion identique à celle de 1990 (89,6 %). La répartition détaillée en 2018 est la suivante : 
zones agricoles hétérogènes (63,1 %), terres arables (15,7 %), prairies (10,8 %), forêts (10,4 %). L'évolution de l’occupation des sols de la commune et de ses infrastructures peut être observée sur les différentes représentations cartographiques du territoire : la carte de Cassini (XVIIIe siècle), la carte d'état-major (1820-1866) et les cartes ou photos aériennes de l'IGN pour la période actuelle (1950 à aujourd'hui).

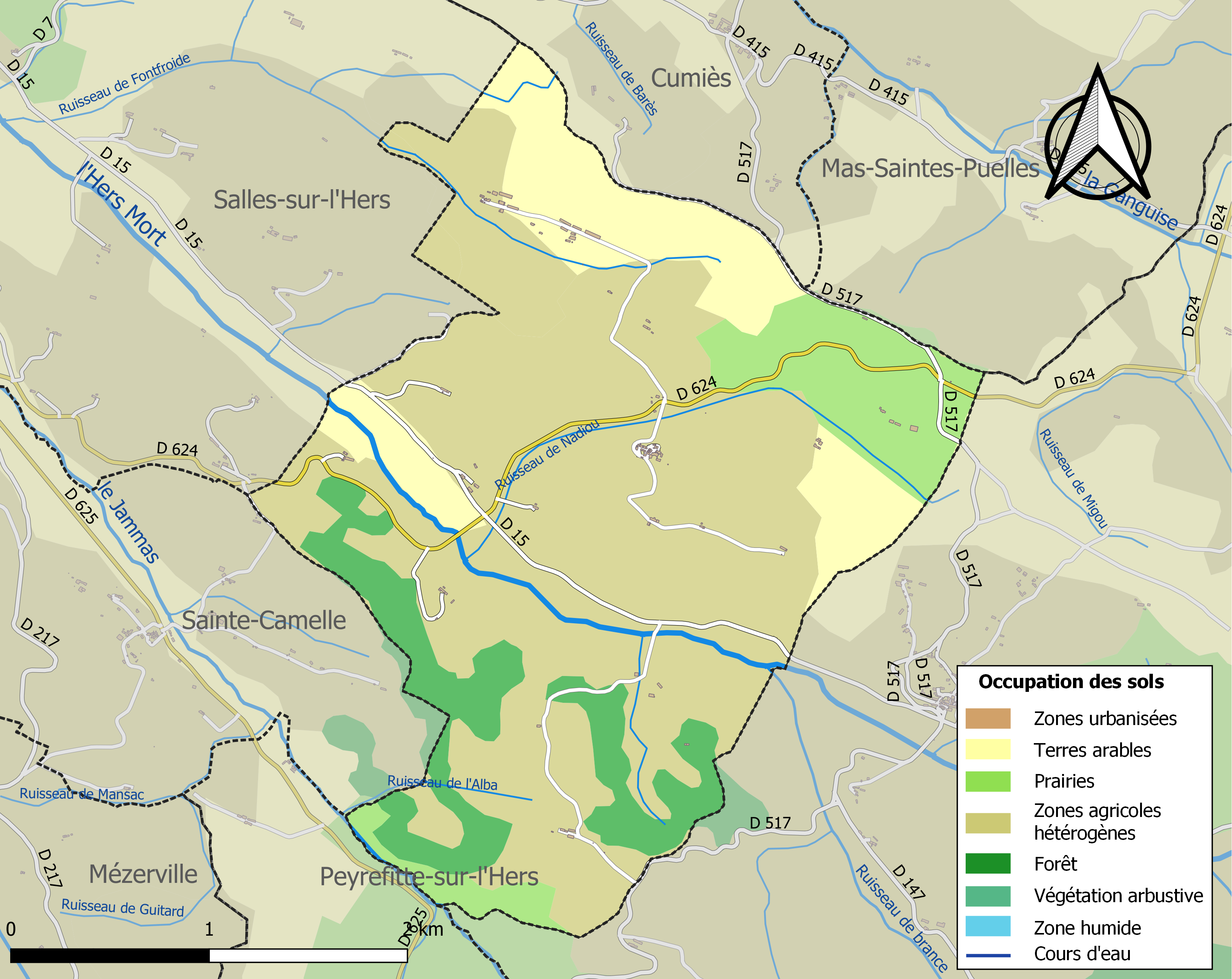
Carte des infrastructures et de l'occupation des sols de la commune en 2018 (CLC).

### Risques majeurs
Le territoire de la commune de Montauriol est vulnérable à différents aléas naturels : météorologiques (tempête, orage, neige, grand froid, canicule ou sécheresse) et séisme (sismicité très faible). Un site publié par le BRGM permet d'évaluer simplement et rapidement les risques d'un bien localisé soit par son adresse soit par le numéro de sa parcelle.

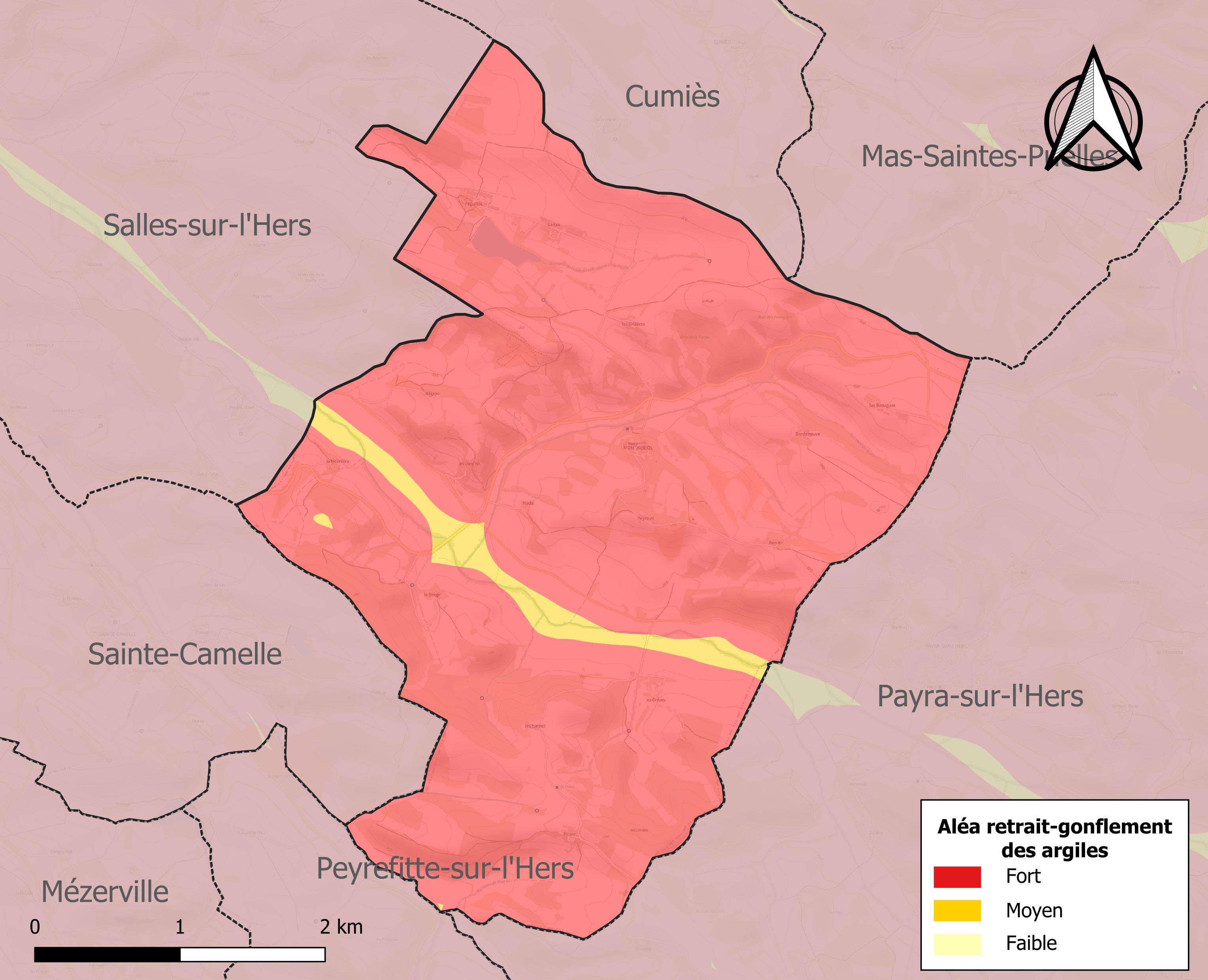
Carte des zones d'aléa retrait-gonflement des sols argileux de Montauriol.

Le retrait-gonflement des sols argileux est susceptible d'engendrer des dommages importants aux bâtiments en cas d’alternance de périodes de sécheresse et de pluie. La totalité de la commune est en aléa moyen ou fort (75,2 % au niveau départemental et 48,5 % au niveau national). Sur les 45 bâtiments dénombrés sur la commune en 2019, 45 sont en aléa moyen ou fort, soit 100 %, à comparer aux 94 % au niveau départemental et 54 % au niveau national. Une cartographie de l'exposition du territoire national au retrait gonflement des sols argileux est disponible sur le site du BRGM,.

## Politique et administration

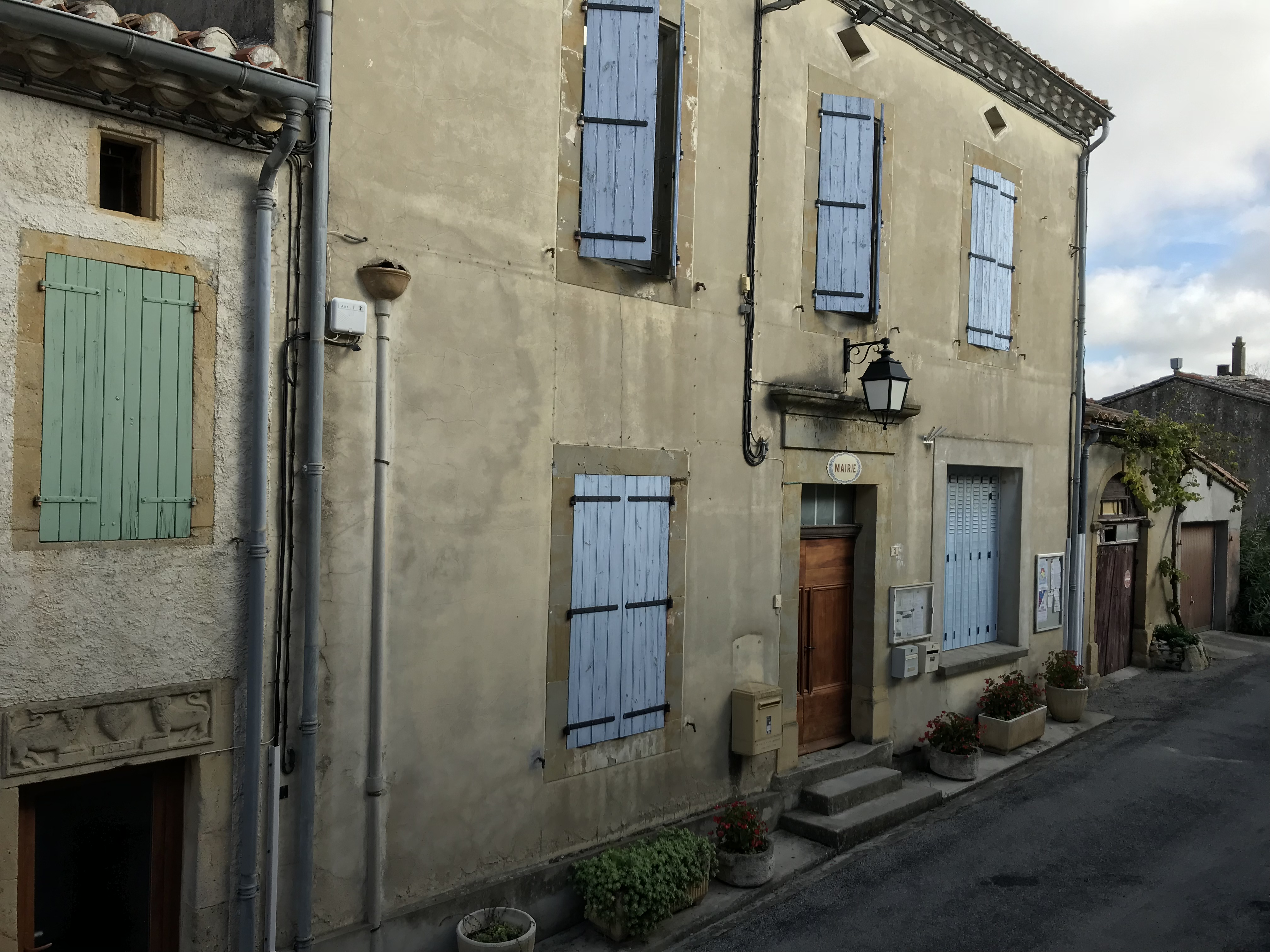
La mairie.

### Administration municipale
Le nombre d'habitants au recensement de 2011 étant compris entre 0 et 99, le nombre de membres du conseil municipal pour l'élection de 2014 est de sept,.

### Rattachements administratifs et électoraux
Commune faisant partie de la Communauté de communes de Castelnaudary Lauragais Audois, et du canton de la Piège au Razès (avant le redécoupage départemental de 2014, Montauriol faisait partie de l'ex-canton de Salles-sur-l'Hers).

### Liste des maires
| Période                                  | Période | Identité              | Étiquette | Qualité |
| ---------------------------------------- | ------- | --------------------- | --------- | ------- |
| mars 2011                                | 2014    | (Mme) Claude Almeyrac |           |         |
| mars 2005                                | 2011    | Genevière Blanc       |           |         |
| mars 2001                                | 2005    | Marie-Thérèse Carbon  |           |         |
| Les données manquantes sont à compléter. |         |                       |           |         |

## Population et société

### Démographie
L'évolution du nombre d'habitants est connue à travers les recensements de la population effectués dans la commune depuis 1793. Pour les communes de moins de 10 000 habitants, une enquête de recensement portant sur toute la population est réalisée tous les cinq ans, les populations de référence des années intermédiaires étant quant à elles estimées par interpolation ou extrapolation. Pour la commune, le premier recensement exhaustif entrant dans le cadre du nouveau dispositif a été réalisé en 2007.

En 2022, la commune comptait 84 habitants, en évolution de −3,45 % par rapport à 2016 (Aude : +2,65 %, France hors Mayotte : +2,11 %).
| 1793 | 1800 | 1806 | 1821 | 1831 | 1836 | 1841 | 1846 | 1851 |
| ---- | ---- | ---- | ---- | ---- | ---- | ---- | ---- | ---- |
| 269  | 251  | 289  | 258  | 268  | 292  | 282  | 292  | 284  |

| 1856 | 1861 | 1866 | 1872 | 1876 | 1881 | 1886 | 1891 | 1896 |
| ---- | ---- | ---- | ---- | ---- | ---- | ---- | ---- | ---- |
| 252  | 244  | 250  | 259  | 240  | 235  | 202  | 197  | 183  |

| 1901 | 1906 | 1911 | 1921 | 1926 | 1931 | 1936 | 1946 | 1954 |
| ---- | ---- | ---- | ---- | ---- | ---- | ---- | ---- | ---- |
| 187  | 190  | 189  | 155  | 153  | 151  | 136  | 140  | 126  |

| 1962 | 1968 | 1975 | 1982 | 1990 | 1999 | 2006 | 2007 | 2012 |
| ---- | ---- | ---- | ---- | ---- | ---- | ---- | ---- | ---- |
| 113  | 93   | 74   | 74   | 75   | 74   | 78   | 79   | 78   |

| 2017 | 2022 | - | - | - | - | - | - | - |
| ---- | ---- | - | - | - | - | - | - | - |
| 88   | 84   | - | - | - | - | - | - | - |

| selon la population municipale des années : | 1968 | 1975 | 1982 | 1990 | 1999 | 2006 | 2009 | 2013 |
| Rang de la commune dans le département      | 322  | 353  | 304  | 339  | 306  | 340  | 344  | 337  |
| Nombre de communes du département           | 439  | 436  | 435  | 437  | 438  | 438  | 438  | 438  |

## Économie

### Emploi
| Division       | 2008   | 2013   | 2018   |
| -------------- | ------ | ------ | ------ |
| Commune        | 10,5 % | 3,6 %  | 8,9 %  |
| Département    | 10,2 % | 12,8 % | 12,6 % |
| France entière | 8,3 %  | 10 %   | 10 %   |

En 2018, la population âgée de 15 à 64 ans s'élève à 53 personnes, parmi lesquelles on compte 72,9 % d'actifs (64 % ayant un emploi et 8,9 % de chômeurs) et 27,1 % d'inactifs,. En  2018, le taux de chômage communal (au sens du recensement) des 15-64 ans est inférieur à celui de la France et du département, alors qu'en 2008 la situation était inverse.
La commune fait partie de la couronne de l'aire d'attraction de Castelnaudary, du fait qu'au moins 15 % des actifs travaillent dans le pôle,. Elle compte 18 emplois en 2018, contre 15 en 2013 et 24 en 2008. Le nombre d'actifs ayant un emploi résidant dans la commune est de 36, soit un indicateur de concentration d'emploi de 48,9 % et un taux d'activité parmi les 15 ans ou plus de 59,5 %.
Sur ces 36 actifs de 15 ans ou plus ayant un emploi, 9 travaillent dans la commune, soit 24 % des habitants. Pour se rendre au travail, 81,6 % des habitants utilisent un véhicule personnel ou de fonction à quatre roues, 5,3 % s'y rendent en deux-roues, à vélo ou à pied et 13,2 % n'ont pas besoin de transport (travail au domicile).

### Activités hors agriculture

#### Secteurs d'activités
5 établissements sont implantés  à Montauriol au 31 décembre 2019.
Le secteur de l'industrie manufacturière, des industries extractives et autres est prépondérant sur la commune puisqu'il représente 40 % du nombre total d'établissements de la commune (2 sur les 5 entreprises implantées  à Montauriol), contre 8,8 % au niveau départemental.

#### Entreprises
L'économie de la commune est essentiellement basée sur l'agriculture blé, maïs, bois de chauffage, luzerne et du vin.

### Agriculture
|               | 1988 | 2000 | 2010 | 2020 |
| ------------- | ---- | ---- | ---- | ---- |
| Exploitations | 10   | 9    | 8    | 7    |
| SAU (ha)      | 407  | 445  | 421  | 656  |

La commune est dans le Lauragais, une petite région agricole occupant le nord-ouest du département de l'Aude,. En 2020, l'orientation technico-économique de l'agriculture  sur la commune est la polyculture et/ou le polyélevage. Sept exploitations agricoles ayant leur siège dans la commune sont dénombrées lors du recensement agricole de 2020 (dix en 1988). La superficie agricole utilisée est de 656 ha,,.

### Enseignement
Montauriol fait partie de l'académie de Montpellier.
Le groupe scolaire comprenant la mairie et l'école est placé au centre du village (rue de la Mairie vers 1920).

### Activités sportives
Chasse, pétanque, randonnée pédestre,

## Culture locale et patrimoine

### Lieux et monuments
- De la gare au village, la route, bordée de grands arbres, forme une agréable promenade.
- Au nord, et sur le point culminant du village, se trouvent l'ancien château seigneurial et l'église.
- Sur la place, croix monumentale en pierre, surmontée du coq gaulois, élevée en 1776.
- Moulin à vent du Clos de la Maït, au-dessus du château.
- Sculptures sur le linteau de la porte de deux maisons, avant et après la mairie : sur l'un on voit deux lions affrontés avec un cœur entre et la date de 1827. Sur l'autre, deux animaux fantastiques, avec vase de fleurs entre et la date 1862. Ces sculptures sont l'œuvre d'un maçon du pays nommé Berquière.
- Le château des anciens seigneurs de Montauriol (Monteauriolo) est une vaste et confortable résidence, précédée d'un jardin, d'un parc et entourée d'arbres séculaires. Deux tourelles carrées, démantelées, flanquent les angles de l'est et du sud, Ancienne fenêtre grillée donnant sur l'église. Du côté du nord-ouest, le château était naturellement défendu par une pente rapide. Des fossés, aujourd'hui comblés, protégeaient les autres faces. Le 14 septembre 1852, le général Ferdinand-Auguste Lapasset, devient par son mariage avec Lise Thérése Clémence Oternaud, propriétaire de cette belle demeure.
- L'église de la Sainte-Vierge de Montauriol, d'origine romane, est de construction modeste. Le porche a été ajouté en 1812. Clocher mur triangulaire moderne avec trois cloches. En 1311, l'église dépendait de l'abbaye de Lagrasse.

### Héraldique
| Blason | Blasonnement : D'azur mantelé d'argent. |

## Pour approfondir